# París-Roubaix 1937
La 38.ª edición de la París-Roubaix tuvo lugar el 28 de marzo de 1937 y fue ganada por el italiano Jules Rossi. 

## Recorrido
Esta edición contó con 255 km y partió de Argenteuil. La carrera pasó por Pontoise, Méru, Beauvais, Breteuil, Amiens, Doullens, Arras, Hénin-Beaumont, Seclin. Finalizó en Roubaix, en la avenida Gustave-Delory.

## Participantes
181 ciclistas fueron inscritos en esta París-Roubaix. 78 fueron belgas, 76 franceses, 9 holandeses, 8 italianos, 5 suizos, 2 luxemburgueses, 2 alemanes y un español.

## Desarrollo de la carrera
A la salida de Pontoise, Fernand Mithouard se escapó. Cazado por el pelotón, vuelve a atacar junto con Joseph Moerenhout, François Blin, Maurice Archambaud, Gustave Danneels, François Passat y Antoine van Schendel. En Beauvais, este grupo cuenta con cuatro minutos de ventaja respecto al pelotón. Varios corredores saltan del pelotón y consiguen unirse a la cabeza de carrera. Diez corredores van ahora en cabeza cuando pasan por Doullens.
Después del paso por Arras, Félicien Vervaecke se escapa en solitario. Después de 20 km, siete corredores le dieron caza: Gustave Danneels, Albert Hendrickx, Noël Declercq, Aimé Lievens, Emiel Vandepitte, Severin Vergili y Jules Rossi. A estos corredores se les unió más tarde otro ciclista italiano, César Moretti, aunque luego cedería tiempo debido a un pinchazo y a una caída. Rossi atacó, pero fue retenido durante un tiempo por las barreras de un paso a nivel en Lesquin y vio como sus perseguidores le atraparon, salvo Danneels y Vergili que no les pudieron seguir.
Al llegar a la avenida Rossi vence al sprint a los cuatro corredores belgas que lo acompañaban. Con 23 años, se convirtió en el primer ciclista italiano en ganar la París-Roubaix.

## Clasificación general
|    | Ciclista         | Equipo         | Tiempo     |
| -- | ---------------- | -------------- | ---------- |
| 1  | Jules Rossi      | Thomann        | 7h 17' 57" |
| 2  | Albert Hendrickx | -              | m. t.      |
| 3  | Noël Declercq    | Leducq-Mercier | m. t.      |
| 4  | Emiel Vandepitte | Dilecta        | m. t.      |
| 5  | Aimé Lievens     | -              | m. t.      |
| 6  | Gustave Danneels | Alcyon-Dunlop  | + 1' 03"   |
| 7  | Edgard De Caluwé | Dilecta        | m. t.      |
| 8  | Frans Bonduel    | Dilecta        | m. t.      |
| 9  | Severin Vergili  | -              | m. t.      |
| 10 | Georges Speicher | Alcyon-Dunlop  | m. t.      |